# Alternative pour l'Allemagne
Pour les articles homonymes, voir AFD.
 (août 2025).
L'Alternative pour l'Allemagne (en allemand : Alternative für Deutschland [ˌaltɛʁnaˈtiːvə fyːɐ̯ ˈdɔɪ̯t͡ʃlant], abrégé en AfD [aːʔɛfˈdeː]) est un parti politique allemand d'extrême droite. L'AfD est connu pour son opposition à l'Union européenne et à l'immigration en Allemagne. Il est créé le 6 février 2013 et lancé officiellement le 14 avril 2013 à Berlin avec une orientation eurosceptique et nationaliste.
Créée après des politiques présentées comme « sans alternative » menées lors de la crise de la dette dans la zone euro, elle est dans un premier temps surnommée « parti des professeurs » car elle compte parmi ses membres fondateurs des professeurs d'économie, de finances publiques et de droit.
Se présentant initialement comme anti-euro, puis anti-Union européenne, sa proposition phare est la dissolution progressive de la zone euro pour aboutir à de petits blocs d'unions monétaires plus homogènes.
Le parti crée la surprise en ne ratant que de peu l'entrée au Bundestag lors des élections législatives de septembre 2013, six mois seulement après sa création, en obtenant plus de 2 millions de voix, soit 4,7 % des suffrages. Il y entre finalement en septembre 2017, avec un score de 12,6 %. Depuis 2015, avec la crise migratoire en Europe, l'AfD se rapproche des divers mouvements anti-immigration et anti-islam. Le conflit entre les forces plus modérées et plus extrêmes éclate pendant la conférence annuelle à Essen en juin 2015. Un changement dans la direction du parti et une droitisation de sa ligne politique a pour résultat une scission de l'Alliance pour le progrès et le renouveau qui n'a pas connu de succès électoral.
L'AfD a été fondée par Alexander Gauland, Bernd Lucke et d'anciens membres de l'Union chrétienne-démocrate d'Allemagne (CDU) pour s'opposer aux politiques de la zone euro en tant qu'alternative de droite et modérément eurosceptique à la CDU de centre droit mais pro-européenne. Le parti s'est présenté comme un mouvement économiquement libéral, modérément eurosceptique et conservateur dans ses premières années,,. Il s'est ensuite déplacé plus à droite et a élargi ses politiques sous les directions successives pour inclure une opposition à l'immigration,, à l'Islam et à l'Union européenne. Après 2015, l'AfD a souvent été caractérisé comme un parti anti-islam,,, anti-immigration, nationaliste allemand,,, national-conservateur,,, et eurosceptique dur. L'AfD est le seul parti représenté au Bundestag allemand dont la politique environnementale et climatique est basée sur la négation du changement climatique anthropique,.
Plusieurs associations d'État et autres factions de l'AfD ont été liées ou accusées d'entretenir des liens avec des mouvements d'extrême droite nationalistes et proscrits, tels que PEGIDA, les mouvements Neue Rechte et identitaires, et d'employer une rhétorique négationniste et xénophobe,,,. Elles ont été observées par divers bureaux d'État pour la protection de la constitution (en) depuis 2018. La direction de l'AfD a nié que le parti soit raciste et a été divisée en interne sur la question de savoir s'il fallait soutenir ces groupes. En janvier 2022 cependant, le chef du parti, Jörg Meuthen, a démissionné de sa présidence du parti avec effet immédiat et a quitté l'AfD, car selon lui, le parti s'était développé très à droite avec des traits totalitaires et, en grande partie, ne reposait plus sur l'ordre fondamental libre et démocratique (en).
En mars 2021, la plupart des grands médias allemands ont rapporté que l'Office fédéral de protection de la constitution (BfV) avait placé l'AfD sous surveillance en tant que groupe extrémiste présumé,. Peu après cette annonce, la surveillance de l'AfD a été bloquée par les tribunaux afin de donner des chances égales aux partis politiques dans une année électorale clé,,. En 2022, il a été décidé que le BfV pouvait classer et surveiller l'ensemble du parti en tant que groupe d'extrême droite présumé. Un procès correspondant intenté par l'AfD a été rejeté, car « il y avait suffisamment d'indications factuelles d'efforts anticonstitutionnels au sein de l'AfD ».
Il adhère en juin 2014 au groupe des Conservateurs et réformistes européens, qu'il quitte en avril 2016 après la scission de l'Alliance pour le progrès et le renouveau l'année précédente. En 2019, l'AfD rejoint le groupe Identité et démocratie au Parlement européen, avant d’en être exclu en 2024.

## Histoire

### Fondation

#### Débuts

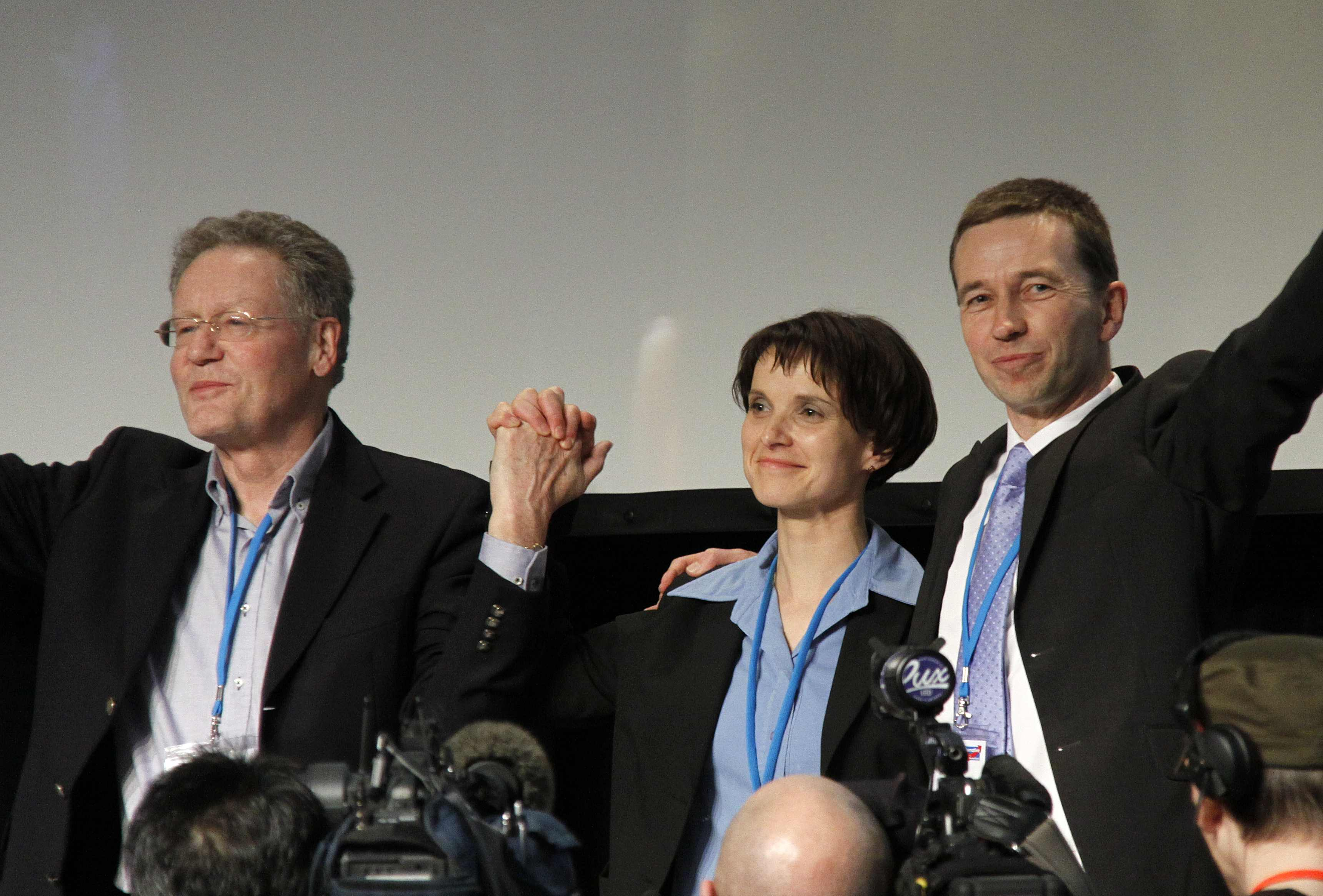
Konrad Adam, Frauke Petry et Bernd Lucke au premier congrès de l'AfD, le 14 avril 2013.

Logo de l'Alternative électorale 2013.

En 2012, plusieurs personnalités conservatrices font savoir qu'elles se lancent dans la création d'un parti démocrate et résolument anti-euro. Les principaux instigateurs de cette initiative sont Bernd Lucke, un économiste de l'université de Hambourg qui a claqué la porte de la CDU en 2011 en raison de la politique européenne de la chancelière Angela Merkel, Konrad Adam (de), ancien journaliste à la FAZ, et Alexander Gauland, ex-responsable politique de la Hesse. L'AfD est issu des classes aisées et a pour créateurs des essayistes, des professeurs d'économie et des hauts fonctionnaires à la retraite. Le parti a clairement pris ses distances avec le NPD. Le parti n'est pas nécessairement classé à l'extrême droite par les analystes allemands, le terme désignant généralement les néo-nazis.
Cette alliance collective, issue de l'Association pour soutenir l'alternative électorale (en allemand : Verein zur Unterstützung der Wahlalternative 2013), est fondée à la mi-septembre 2012, puis se transforme dès le 6 février 2013 en un parti politique. Le 11 mars suivant, l'AfD se lance dans la politique à Oberursel, près de Francfort. Le congrès fondateur se tient le 14 avril à Berlin afin d'élire ses dirigeants et ses candidats pour les législatives de septembre. Bernd Lucke est élu comme l'un des trois porte-parole du nouveau parti,. Parmi leurs soutiens, Joachim Starbatty, un juriste qui attaque régulièrement la politique européenne du gouvernement devant le Tribunal constitutionnel fédéral de Karlsruhe et, surtout, Hans-Olaf Henkel, ancien président de la BDI (en allemand : Bundesverband der Deutschen Industrie), la fédération allemande des industries et d'IBM, de 2000 à 2005, s'affirment comme les plus médiatiques.
Les membres du parti, souvent issus du petit patronat et des professions libérales, sont unis par le sentiment que l'Allemagne a trop payé pour les autres, notamment dans les fonds de secours pour la zone euro, et réclament le retour du Deutsche Mark, qui était jusqu'à l'adoption de l'euro la seule expression de fierté nationale ou de patriotisme acceptée en Allemagne. Le parti affirme en avril 2013 compter dans ses rangs quelque 7 500 adhérents. Il ne demande pas tant que l'Allemagne quitte la zone euro, mais que ceux qui ne respectent pas la discipline budgétaire puissent le faire.

#### Composition et orientations
Au bout de trois mois, en mai 2013, l'AfD compte 10 476 membres dont 2 795 étaient précédemment membres d'autres partis : 1 008 de la CDU, 220 de sa branche bavaroise, la CSU, 587 du FDP, 558 du Parti social démocrate d'Allemagne (SPD), 143 Pirates et 106 Verts.
En février 2014, ce chiffre atteint 17 522.

### 2013: l'entrée manquée au Bundestag

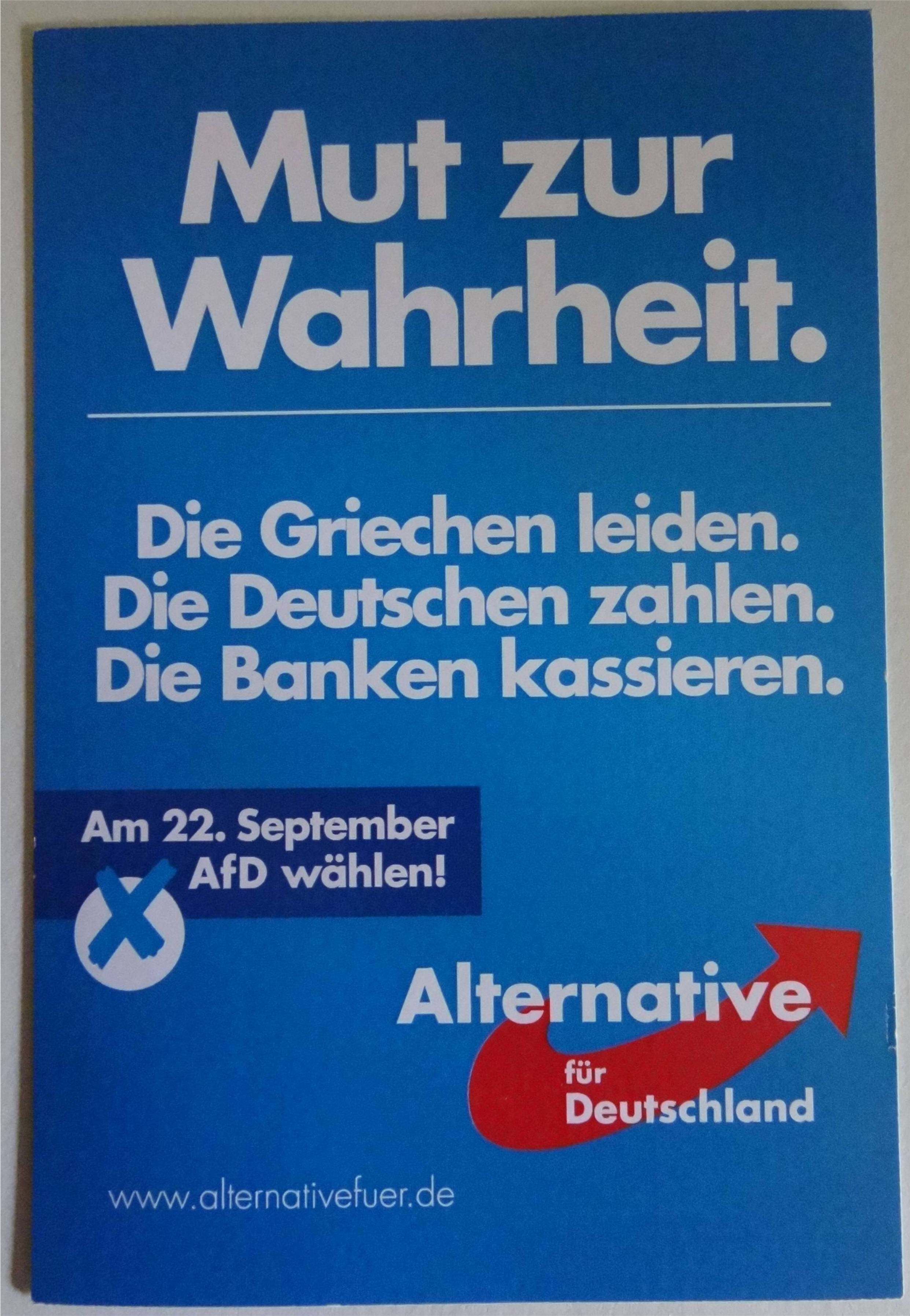
Affiche électorale de l'AfD (Alternative für Deutschland) pour les élections fédérales allemandes de 2013. Il y est écrit : Ayons le courage de faire face aux vérités / Les Grecs souffrent / les Allemands payent / les banques encaissent. / Le 22 septembre, votez AfD ! www.alternativefuer.de.

La principale difficulté pour l'AfD lors de sa première campagne fédérale a été de se faire connaître du grand public et ce avec un budget composé uniquement de dons, car n'ayant participé à aucune élection précédemment, l'AfD n'a eu droit à aucune part des 130 millions d'euros alloués aux partis politiques pour l'année 2013. Cette difficulté a été accentuée par le fait que les partis établis ont préféré ignorer l'AfD plutôt que de débattre ses positions pour éviter de faire sa publicité,.
Si, selon un sondage Infratest d'avril 2013 pour Die Welt, 24 % des Allemands peuvent s'imaginer voter pour ses candidats en septembre, la plupart des observateurs sont sceptiques sur une véritable percée du nouveau mouvement et les sondages électoraux jusqu'en mai 2013 ne le créditent pas de plus de 3 %
La plupart des électeurs ont probablement entendu parler de ce parti pour la première fois lors des premiers résultats le soir du vote.
Il provoque la surprise en obtenant 4,7 % des votes aux élections fédérales de septembre 2013 et échoue de peu à faire son entrée au Bundestag. Plusieurs analyses réalisées le jour du vote mettent en évidence des transferts de voix vers l'AfD en provenance de tous les partis politiques (dans l'ordre : CDU, Alliance 90 / Les Verts, SPD et Die Linke), mais aussi d'électeurs qui s'étaient abstenus en 2009. La plupart des votes viennent cependant du Parti libéral-démocrate (FDP), pourtant clairement favorable à l'euro,.

### 2014: premières percées électorales
Lors de ses premières élections européennes l'AfD obtient 7,0 % des voix.
Sept eurodéputés du parti font ainsi leur entrée au Parlement européen : Bernd Lucke, Hans-Olaf Henkel, Bernd Kölmel, Beatrix von Storch, Joachim Starbatty, Ulrike Trebesius et Marcus Pretzell.
Lors des élections régionales en Saxe, en Thuringe et dans le Brandebourg, le parti franchit le seuil électoral des 5 % et obtient des sièges dans les parlements régionaux. Il constitue à chaque fois la quatrième force politique.

### 2015: changement de cap et conflits internes
En juillet 2015, Frauke Petry, représentante de l'aile droite, est élue présidente par 60 % des suffrages face au fondateur du parti, Bernd Lucke. Aussitôt, cinq des sept députés européens du parti, tous issus de l'aile libérale, Hans-Olaf Henkel, Ulrike Trebesius, Bernd Lucke, Bernd Kölmel et Joachim Starbatty annoncent leur départ du parti et fondent l'Alliance pour le progrès et le renouveau.

### Depuis 2016: implantation dans le paysage politique allemand
En janvier 2016, un sondage d'opinion pour le quotidien Bild donne 12 % d'intentions de vote à l'AfD, un record pour le parti. Plusieurs incidents touchent des foyers de réfugiés au cours du mois de février 2016, tels que l'émeute de Clausnitz et les émeutes de Bautzen (de). Les responsables et organisateurs sont des membres de l'AfD et du NPD dans la plupart des actes anti-immigrés en 2016 en Allemagne (de),.
Lors des élections régionales de mars 2016, l'AfD réalise une poussée importante, obtenant des élus dans plusieurs parlements régionaux.
En avril 2016, les deux élus européens du parti quittent le groupe parlementaire des Conservateurs et réformistes européens (CRE),. Marcus Pretzell rejoint Europe des nations et des libertés (ENL) tandis que Beatrix von Storch intègre le groupe Europe de la liberté et de la démocratie directe (ELDD).
Une nouvelle crise interne éclate en juillet 2016 quand Wolfgang Gedeon, un élu du parti au Bade-Wurtemberg, publie un livre intitulé Der grüne Kommunismus und die Diktatur der Minderheiten (« Le communisme vert et la dictature des minorités ») dans lequel il écrit notamment que « le judaïsme du Talmud est l'ennemi intérieur de l'Occident chrétien » et s'étonne que les Allemands trouvent normal d'avoir érigé au cœur de Berlin un mémorial de l'Holocauste. Dès lors, certains cadres du parti, à l'instar de Jörg Meuthen, souhaitent l'exclusion de Wolfgang Gedeon quand d'autres, comme la présidente Frauke Petry, ne cherchent pas à s'en dissocier. Finalement, le groupe parlementaire du parti au Bade-Wurtemberg éclate.
Les élections régionales de 2016 en Mecklembourg-Poméranie-Occidentale enregistrent un nouveau succès pour le parti qui avec 21,4 % arrive en seconde position et devance la CDU d'Angela Merkel,,. Lors de celles de Berlin, qui ont lieu en septembre, l'AfD réussit une percée électorale importante.
Le parti subit une crise début 2017, voyant fondre ses intentions de vote à 7 % (contre 15 % à l'automne précédent), notamment en raison de la focalisation du débat électoral sur le duel entre Angela Merkel et Martin Schulz pour les élections législatives de septembre de la même année. Par ailleurs, la présidente de l'AfD, Frauke Petry, subit une contestation en interne, de personnalités plus à droite qu'elle, lui reprochant une ligne trop modérée, notamment sur le devoir de mémoire vis-à-vis de la période nazie (alors que Petry représentait jusqu'ici l'aile droite du parti) : elle a par exemple entamé une procédure d'exclusion contre un adversaire interne, Bernd Höcke, qui souhaitait que l'Allemagne fasse « un virage à 180 degrés dans sa politique de mémoire ». Ses rivaux souhaitent en effet séduire tout l'électorat d'extrême droite alors que Frauke Petry a toujours cherché à s'éloigner des positions proches des néo-nazis, craignant qu'une radicalisation du parti éloigne les électeurs déçus des partis traditionnels. Malgré cette crise et d'autres critiques sur son leadership (certains opposants l'ont qualifiée « d'erreur de casting » ou de « dictatrice »), elle est désignée comme tête de liste régionale en Saxe pour l'AfD aux législatives avec 72 % des voix internes.
Le scrutin est cependant finalement un succès pour l'AfD, qui, le 24 septembre 2017, pour la première fois de son histoire, obtient 93 sièges sur 709 et 12,64 % au Bundestag lors des élections fédérales allemandes de 2017. C'est la première fois qu'un parti classé à l'extrême droite siège au Parlement depuis la fin de la Seconde Guerre mondiale. Cette progression est surtout due à la gestion de la crise migratoire en Europe par la chancelière Angela Merkel, l'usure du pouvoir de cette dernière (au pouvoir depuis 2005) ou encore les agressions sexuelles du Nouvel An 2016.
Le 26 septembre 2017, Frauke Petry annonce son départ du parti. Le 12 octobre 2017, elle annonce la création du Parti bleu en prévisions des prochaines législatives et des élections de 2019 dans la Saxe. Son époux, le député européen Marcus Pretzell (également président du groupe AfD au Parlement régional de Rhénanie-du-Nord - Westphalie), quitte lui aussi l'AfD pour rejoindre le Parti bleu. Ainsi, en novembre 2017, l'AfD ne compte plus qu'un seul eurodéputé contre sept au lendemain des élections européennes de 2014. Uwe Wurlitzer et Kirsten Muster, les deux principaux dirigeants de l'AfD dans la Saxe, quittent à leur tour le parti.
Les 2 et 3 décembre 2017, le parti se réunit en congrès à Hanovre pour réélire son exécutif fédéral et débattre de plusieurs motions pour définir l'orientation du programme. À l'issue de ce congrès, l'AfD choisit de se radicaliser en élisant deux représentants de l'aile dure à la tête du parti. Le courant modéré, favorable à une participation au pouvoir d'abord dans les Länder de l'ex-RDA puis au niveau fédéral, a échoué à imposer l'un de ses représentants à la tête de la direction bicéphale.
Les 600 délégués du mouvement ont reconduit Jörg Meuthen, 56 ans, seul leader depuis le départ de Frauke Petry, avant de lui adjoindre Alexander Gauland, 76 ans, vice-président du groupe parlementaire au Bundestag. L'élection du deuxième porte-parole fédéral est marquée par un vote rocambolesque : il opposait initialement Georg Pazderski, responsable de l'AfD à Berlin et représentant de l'aile modérée du parti, à la princesse Doris von Sayn-Wittgenstein (de), une cadre du Schleswig-Holstein inconnue à l'échelle nationale, tenante d'une ligne plus dure. Les deux ne parvenant pas à se départager après plusieurs scrutins redemandés par les différentes fractions, Alexander Gauland s'est présenté avant d'être élu.
En 2018, une enquête du quotidien Tageszeitung indique que des élus de l'AFD au Bundestag emploient parmi leurs assistants parlementaire des militants venus du NPD et un ancien dirigeant d'un groupe néo-nazi interdit.
En janvier 2019, Frank Magnitz (de), un député du parti, est grièvement blessé à la suite d'une agression à Brême. Selon la police, cette attaque serait « politiquement motivée »,. Alors que, selon le journal Die Welt, la gauche radicale antifasciste faisait l'éloge de l'attaque sur internet, des personnalités politiques de la CDU, du SPD et des Verts l'ont condamnée sans équivoque.
En 2019, le parti remporte des succès électoraux en Saxe et en Brandebourg, puis en octobre en Thuringe arrivant en deuxième position derrière la gauche radicale (Die Linke) et devant la CDU d'Angela Merkel. Dans cette élection régionale, il double son score de 2014, récoltant 24 % des suffrages.
Le congrès de novembre 2019 de l'Afd témoigne de la radicalisation de cette formation politique. Il voit ainsi Wolfgang Gedeon, réputé pour ses prises de position antisémites, se porter candidat à la présidence du parti.
En 2020, le parti est accusé d'être indirectement responsable des attentats de Hanau à cause de son discours xénophobe et de sa critique de la repentance allemande au sujet du nazisme. Lars Klingbeil, le secrétaire général du Parti social-démocrate d'Allemagne, exige que l'AfD soit placée sous la surveillance des services de renseignement. Pour le social-démocrate Michael Roth, secrétaire d'État aux Affaires européennes, « le milieu à l'origine d'actes comme ceux de Hanau se nourrit idéologiquement de fascistes comme Björn Höcke [chef de l'AfD en Thuringe]. La haine de la démocratie, le racisme, l'antisémitisme, la haine contre les Tziganes et l'islamophobie prospèrent sur des terres fertiles. Pour cela, je maintiens ma position : l'AfD est le bras politique du terrorisme d'extrême droite ». Selon un sondage, 60 % des Allemands considèrent l'AfD comme en partie responsable des attentats. Aux élections régionales de 2020 à Hambourg, l'AfD remporte 5,3 % des voix, contre 6,1 % en 2015. L'une des raisons de cette perte de voix pourrait être sa mise en cause dans les attentats de Hanau.
L'AfD suspend en avril 2020 Christian Lüth, porte-parole du groupe parlementaire du parti, après que celui-ci s'est réclamé du fascisme et a revendiqué des origines « aryennes ». Il est finalement exclu en septembre pour avoir appelé à « gazer » les réfugiés. Andreas Kalbitz, l'un des leaders de Der Flügel, l'aile droite du parti, est exclu en juin pour avoir caché à l'AfD son passé au sein de la mouvance néonazie. Le même mois, cette décision est cassée par le tribunal régional de Berlin qui ordonne à l'AfD de rétablir temporairement Kalbitz à la tête du parti dans le Brandebourg.
Lors des élections de 2021, le parti perd 2,3 points de pourcentage de son électorat, tombant à la cinquième place alors qu'il occupait la troisième depuis 2017. Il se classe avant-dernier parti en termes de siège au Bundestag, loin devant Die Linke.
À la suite des élections régionales de 2022 en Schleswig-Holstein, le parti n'est plus représenté au Landtag.
En juin 2023, l'AfD gagne la direction d'une collectivité territoriale dans la région de Thuringe, une victoire électorale qui est une première pour ce mouvement et confirme sa poussée dans les sondages. C'est la première fois que le parti s'impose pour l'élection d'un « Landrat », dirigeant d'une administration territoriale regroupant plusieurs communes.
En octobre 2023, aux élections se déroulant en Bavière et en Hesse, l'AfD confirme sa poussée dans l'électorat au détriment de la coalition au pouvoir.
Lors d'une réunion secrète en novembre 2023, des cadres de l'Alternative pour l'Allemagne, notamment le député Roland Hartwig (de), se réunissent en concertation avec des militants identitaires et néonazis, dont le militant identitaire autrichien Martin Sellner, qui présente un projet d'expulsion massive des Allemands d'origine étrangère « non-assimilés » et des étrangers vivant en Allemagne, y compris les réfugiés politiques. Le projet implique le déplacement forcé d'environ 2 millions de personnes en Afrique du Nord. Cette réunion secrète est révélée en janvier 2024 par le média d'investigation Correctiv. Après la parution de l'enquête de Correctiv, l'AfD communique ne pas être favorable à ce projet, bien qu'elle confirme le déroulement de cette réunion avec l'identitaire Sellner, favorable à la « remigration »,,. Le député AfD René Springer (de) soutient quant à lui publiquement ce projet.
La révélation de cette réunion entraîne un débat national sur une éventuelle interdiction de l'AfD,. Le chancelier Olaf Scholz s'exprime publiquement pour condamner cette réunion secrète et appelle à une intervention de la justice,. Le même mois, Marine Le Pen, présidente du Rassemblement national — qui est allié avec l'Alternative pour l'Allemagne au Parlement européen —, désavoue publiquement le projet d'expulsion,,. Des évêques se battent également pour éviter le renforcement du parti, des déclarations des hauts dirigeants de l'Église visant précisément à limiter la diffusion de l'AfD. En février, lors d'une réunion à Augsbourg, le président des évêques, Mgr Georg Baetzing avait ainsi affirmé que le parti tenait des « positions non conciliables avec l'enseignement biblique ». 
Plus de 300 000 personnes manifestent contre le projet dans de nombreuses villes en Allemagne le 20 janvier. Les manifestations se poursuivent le lendemain. 35 000 personnes défilent à Francfort, plus de 30 000 personnes à Berlin et près de 100 000 personnes à Munich. Au total, environ 250 000 personnes manifestent à travers l'Allemagne le 21 janvier,. La plus grande vague de protestations depuis la naissance de la République fédérale rassemble jusqu'en juin, en environ 1200 manifestations, plus de trois millions de personnes condamnant l'extrémisme de droite et plaidant pour la tolérance et la démocratie.
En dépit de ces manifestations et de ces oppositions, la tête de liste du parti aux élections européennes obtient 15,9 % des voix (+4,9 points par rapport à 2019) et se classe au second rang. Après l'élection, le parti interdit à sa tête de liste, Maximilian Krah, de siéger dans le nouvel hémicycle avec les eurodéputés AfD en raison d'une série de scandales ayant émaillé sa campagne.
Le 1er septembre 2024, l'AfD arrive en tête en Thuringe, ce qui constitue une première lors d'un scrutin régional. Le parti arrive également au coude-à-coude avec les conservateurs de la CDU en Saxe et, le 22 septembre, avec la SPD dans le Brandebourg.
Le 29 janvier 2025, la CDU collabore avec l'AfD au Bundestag pour faire adopter une motion non contraignante renforçant l'arsenal des mesures contre l'immigration illégale par des contrôles permanents aux frontières, l'expulsion systématique des « personnes tenues de quitter le territoire de manière exécutoire, en particulier les délinquants et les personnes dangereuses » ou leur placement immédiat et illimité dans des centres de détention, et le remplacement de la réglementation européenne sur le droit d'asile par le droit national,. Il s'agit de la première fois depuis 1945 que le cordon sanitaire est rompu en Allemagne. Cet événement provoque d'importantes manifestations à travers l'Allemagne, rassemblant entre 160 000 et 250 000 personnes à Berlin le 2 février, ainsi que plus de 220 000 manifestants la veille dans plusieurs grandes villes du pays,.
En mai 2025, l'AfD est classé, par l'Office fédéral de protection de la constitution, comme une organisation « extrémiste de droite avéré », classement qui pourrait permettre aux autorités « d’importants moyens de surveillance et de contrôle, y compris des communications privées » envers l'AfD. Le secrétaire d’État américain Marco Rubio dénonce une « tyrannie déguisée » après cette décision, le vice-président américain J. D. Vance jugeant que le gouvernement allemand avait de facto « reconstruit le mur de Berlin ».

## Programme et idéologie

### Positionnement et idéologie
Le parti est présenté de diverses manières par les chercheurs et les commentateurs. Il est ainsi régulièrement présenté comme un parti « anti-establishment », classé à l'extrême-droite,,,,, révisionniste, et d'inspiration conservatrice. Jusqu'en 2017, son appartenance à la tendance populiste est débattue, le parti étant parfois considéré comme un « populisme de droite » (en allemand Rechtspopulismus). Pour Gaël Brustier, l'AfD s'inscrit dans la lignée du nationalisme allemand et s'inspire en particulier de la Révolution conservatrice. Selon le sociologue Matthias Quent (de), qualifier l'AfD de parti de droite populiste relève de l'« euphémisme » en 2019 : « C’était le cas il y a quatre ans, mais ce n’est plus vrai aujourd’hui. La branche ultraconservatrice et identitaire de l’AfD, Der Flügel, domine le parti désormais ». Cette domination de l'aile völkisch est renforcée en juillet 2023 à l'occasion du congrès de Magdebourg, qui voit notamment l'extrémiste Maximilian Krah être désigné tête de liste du parti pour les élections européennes de l'année suivante,,. Pendant ce congrès, Der Flügel (officiellement dissout en 2020) fait taire ses opposants comme Sylvia Limmer en limitant strictement leur temps de parole et en coupant leur micro sans avertissement lorsqu'ils le critiquent, tandis que le chef de file de Der Flügel, Björn Höcke, bénéficie d'un temps de parole prolongé,,,. 
L'AfD a été fondé à l'origine en tant que parti libéral-conservateur de la classe moyenne. À cette époque, le parti prônait également le soutien à la démocratie semi-directe de type suisse, des réformes majeures de la zone euro, l'opposition à l'immigration et s'opposait au mariage homosexuel,. Au cours de cette période, le parti a adopté des positions politiques libérales sur le plan économique, ordolibéral et national-libéral. L'ancien député européen du parti, Hans-Olaf Henkel, a comparé le programme initial de l'AfD au Parti conservateur britannique plutôt qu'à des partis eurosceptiques ou nationalistes durs tels que le Parti pour l'indépendance du Royaume-Uni ou le Front national en France. L'AfD a également été comparé au mouvement Tea Party par certains médias en raison de ses campagnes contre les renflouements de la zone euro, bien que les premiers dirigeants de l'AfD aient contesté cette affirmation et déclaré qu'ils ne cherchaient pas à attirer des extrémistes de droite dans le parti.
L'AfD rejette pour sa part ces classifications tout en déclarant, à travers Bernd Lucke, n'être « ni de gauche ni de droite ». Si le parti préconise la sortie de l'euro dans une rhétorique aux slogans « accrocheurs » et « populistes », il n'entend cependant pas renoncer à l'intégration européenne affirmant ne pas être « anti-Europe » mais « anti-euro ». Son coprésident et porte-parole, Jörg Meuthen, souligne que « l'AfD doit être un parti bourgeois avec une raison bourgeoise et dotée d'une apparence de sérieux ».
Bien que les médias reconnaissent une proximité importante voire croissante entre l'AfD et le (néo-)nazisme, et que le parti est largement d'extrême-droite, les experts sur le sujet ne qualifient pas le parti de néonazi pour autant,,,,.

### Union européenne
Durant les années 2010, l'AfD est partisan d'un euroscepticisme modéré, soutenant l'adhésion de l'Allemagne à l'Union européenne mais critiquant la poursuite de l'intégration européenne, l'existence de l'euro et les renflouements de la zone euro pour des pays tels que la Grèce.
À cette époque, si le parti préconise la sortie de l'euro dans une rhétorique aux slogans « accrocheurs » et « populistes », il n'entend cependant pas renoncer à l'intégration européenne affirmant ne pas être « anti-Europe » mais « anti-euro ».
En 2020, le parti refuse la création d'un fonds de relance au budget de l'UE, notamment pour soutenir les pays les plus touchés par la pandémie de Covid-19, dénonçant un projet visant à « faire les poches des Allemands » pour alimenter « une gabegie » d'argent public dont seraient coutumiers les pays du sud de l'Europe.
En 2021, l'AfD prend un tournant anti-Union européenne, faisant figurer la sortie de l'UE dans son programme des élections législatives.
En 2024, l'AfD se prononce en la faveur d'un référendum sur la sortie de l'Allemagne de l'Union européenne.

### Environnement
L'Afd est climatosceptique et déclare vouloir mettre un terme à la politique de lutte contre le réchauffement climatique. Son programme affirme que « le CO2 n'est pas un produit polluant » et que davantage de CO2 permettrait même des récoltes plus abondantes. Le parti est proche du lobby climato-dénialiste Europäisches Institut für Klima und Energie. Il critique aussi la politique énergétique de l'Allemagne et veut stopper l'« expansion incontrôlée de l'énergie éolienne », l'un de ses leaders, Björn Höcke, proposant même d'interdire les éoliennes. Le parti s'engage par ailleurs en faveur du diesel et de l'exploitation du charbon.

### Droits LGBT et féminisme
Le journal de gauche Die Tageszeitung décrit le groupe comme défendant les « vieux rôles de genre ». Wolfgang Gedeon, un représentant élu de l'AfD, a inclus le féminisme, ainsi que le « sexualisme » et le « migrationnisme », dans une idéologie qu'il appelle le « communisme vert » auquel il s'oppose, et plaide en faveur des valeurs familiales comme faisant partie de l'identité allemande. Comme l'AfD a fait campagne pour les rôles traditionnels des femmes, il s'est aligné sur des groupes opposés au féminisme moderne. L'organisation de jeunesse du parti a utilisé les médias sociaux pour faire campagne contre certains aspects du féminisme moderne, avec le soutien de la direction du parti. Alice Weidel, présidente de son groupe parlementaire, est lesbienne et est en union civile avec une productrice de films suisse d'origine sri-lankaise. Weidel a deux enfants adoptés avec sa compagne,,.
En juillet 2023, le parti suscite une polémique en raison d'une affiche contre le langage épicène représentant un triangle arc-en-ciel inversé, rappelant le triangle rose nazi.

### Relations internationales
À la différence des autres partis d'extrême droite allemands NPD et DVU, l'AFD est pro-OTAN, pro-États-Unis et est pro-Israël,. L'ancien ministre et chef du Mossad Rafi Eitan a manifesté son soutien à la formation d'extrême droite allemande. En revanche, il est significativement divisé sur la question de savoir s'il faut soutenir la Russie, et s'est opposé aux sanctions contre la Russie soutenues par l'OTAN et les États-Unis. Il est également divisé sur les accords de libre-échange. En mars 2019, le chef du parti Alexander Gauland a déclaré dans une interview avec le journal russe Komsomolskaïa Pravda qu'ils considèrent la guerre du Donbass comme une affaire interne ukrainienne, et que l'Allemagne ne devrait pas se mêler des affaires internes de l'Ukraine ou de la Russie. Il a également déclaré que l'AfD est contre les sanctions occidentales imposées à la Russie.
L'AfD s'oppose à l'Accord sur le commerce des services (TiSA) et à l'Accord économique et commercial global (CETA).
L'AfD soutient la politique de Donald Trump à la présidence des États-Unis.

### Immigration
D'un discours initial à l'origine uniquement consacré à la question de l'euro, l'AfD a évolué vers des positions opposées à la politique migratoire d'Angela Merkel, en particulier dans le contexte de crise des réfugiés. Ce changement est également lié à l'arrivée à la tête du parti de Frauke Petry en juillet 2015, incarnant une ligne plus national-conservatrice que son prédécesseur Bernd Lucke, auquel elle s'était opposée, et séduit davantage les électeurs dans les scrutins régionaux, en particulier dans l'est du pays. Frauke Petry déclenche une controverse en 2016 en suggérant que la police fasse usage en dernier recours d'armes à feu pour empêcher les migrants d'entrer en Allemagne, précisant « Aucun policier n'a envie de tirer sur des réfugiés, et moi non plus je ne le veux pas. Mais en dernière instance, on doit pouvoir avoir recours aux armes », un droit que les forces armées possèdent selon elle déjà.

### Service militaire, armée et mémoire historique
Le parti veut le retour de la conscription pour tous les hommes à partir de 18 ans.
L'AfD s'est distingué par ses prises de position en faveur de la fin de la « culture de repentance » allemande pour les crimes de la période nazie, appelant notamment à être fier des soldats de la Wehrmacht ayant combattu durant la Seconde Guerre mondiale. C'est ainsi que le Mémorial aux Juifs assassinés d'Europe à Berlin a été qualifié par Björn Höcke, l'un des chefs de file du parti, de « monument de la honte ». Celui-ci réclame également « un virage à 180 degrés de la politique mémorielle de l'Allemagne » et considère comme « un grand problème » que Hitler soit dépeint comme « l'incarnation du mal absolu ».
Alors que le parti est régulièrement accusé de minimiser les crimes de guerre allemands, il réclame un hommage « digne pour les victimes recensées et non recensées » des bombardements britanniques et américains sur la ville de Dresde, estimant que le nombre officiel de victimes est largement sous-estimé. Pour son coprésident, Tino Chrupalla, le véritable bilan serait d'« environ 100 000 victimes ». Le directeur du Mémorial de Buchenwald, Volkhard Knigge, remarque que des militants de l'AfD font régulièrement irruption pour tenir des propos négationnistes. S'exprimant en 2020, il déclare y voir « l'indice de plus en plus sérieux d'un affaiblissement de la conscience historique ».

### Santé
Le parti s'oppose aux mesures de confinement adoptées par le gouvernement allemand dans le cadre de la pandémie de Covid-19 en 2020. Selon lui, ces mesures constituent une atteinte à la liberté que ne justifie pas la « gravité très relative du virus ».
La formation nationaliste a ensuite radicalisé sa position contre les restrictions, dénonçant une « dictature sanitaire », et affirmant que le virus n'est pas plus dangereux que la grippe, le port du masque inutile, et la distanciation sociale ne devant concerner que les personnes à risque. L'AfD a ainsi soutenu des manifestations contre les mesures anti-Covid. Le politologue Kai Arzheimer observe que la pandémie a modifié l'agenda de l'AfD : « Ses thèmes de prédilection sont l'immigration et le multiculturalisme. Au début, elle a essayé de regarder la pandémie sous cet angle. Elle parlait d'un virus chinois, fruit de la globalisation, véhiculé par les voyageurs, les migrants. Elle a prôné la fermeture des frontières. Puis, elle a changé de position, de manière assez rapide, pour rejoindre le camp des sceptiques et des critiques ».

## Scandales
L’AfD a été impliquée dans plusieurs scandales ces dernières années. Des responsables politiques de l’AfD ont rencontré en novembre 2023 des extrémistes d’extrême droite connus pour discuter d’un projet d’expulsion d’Allemagne de millions de personnes ; selon le média d'investigation Correctiv, lors de cette réunion, ils ont élaboré un soi-disant plan directeur, qui concerne à la fois les personnes avec et sans nationalité allemande. Petr Bystron, membre du Bundestag allemand et candidat de l'AfD au Parlement européen (2024), aurait été financé par un réseau d'influence russe selon une enquête menée par Der Spiegel et Denik N, qui démontre que le réseau Voice of Europe a canalisé des centaines de milliers d'euros vers six pays de l'UE ; l'enquête souligne également que le contenu des membres de l'AfD a été promu sur le site Internet Voice of Europe, qui a soutenu la propagande du Kremlin. Un assistant du politicien de l'AfD Maximilian Krah au Parlement européen a été arrêté à Dresde en 2024, soupçonné d'espionnage pour le compte de la Chine en transmettant des informations confidentielles sur les délibérations et les décisions du Parlement et sur l'homme. est également soupçonné d'avoir espionné les détracteurs du régime chinois en Allemagne. Björn Höcke, leader influent de l'AfD dans le Land de Thuringe, a été jugé en 2024 pour avoir utilisé le slogan nazi « Tous pour l'Allemagne » ; s'il est prouvé qu'il a utilisé intentionnellement le slogan utilisé par les SA, il risque une peine de prison. Daniel Halemba, un homme politique bavarois de l'AfD, fait face à des accusations du parquet en 2024, qui incluent des soupçons d'incitation à l'encontre de groupes de population, de blanchiment d'argent, de coercition conjointe et de vandalisme.

## Résultats électoraux

### Profil de l'électorat
En 2016, Ralf Melzer, journaliste et historien, relève que les anciens abstentionnistes représentent près de la moitié de l'électorat de l'AfD et que le parti « est arrivé en tête dans l'électorat ouvrier lors des dernières élections régionales (en dehors de celles du Rhénanie-Palatinat). Aujourd'hui, l'AfD est également le premier parti parmi les chômeurs ». Après les élections fédérales de 2017, le chroniqueur Gabriel Richard-Molard relève que « ce sont les actifs ayant des professions manuelles (30-60 ans) et non les plus âgés, comme au Royaume-Uni pour le Brexit, qui sont le cœur électoral de l’AfD. Cet électorat traditionnellement réparti entre la CDU et le SPD est définitivement parti et, comme en France, est devenu l’illustration d’une génération européenne d’adultes xénophobes qui se sent trahie par des élites qu’elle juge mondialistes et socialement trop libérales ». Un sondage publié par Forsa en novembre 2019 indique que les partisans de l'AfD se caractérisent par « leur haut niveau de xénophobie ».
L'AfD est plus fortement ancré en ex-Allemagne de l'Est qu'en ex-Allemagne de l'Ouest : lors de ces mêmes élections fédérales, « à l’Est, 21,5 % des citoyens (26 % des hommes et 17 % des femmes) ont voté pour ce parti, tandis qu’à l’Ouest ce sont « seulement » 14 % des hommes et 8 % des femmes. En Saxe, l’AfD est même le premier parti, avec 27 % des voix ; il devance de quelques voix la CDU d’Angela Merkel, le Parti des chrétiens-démocrates ». Selon le sociologue Matthias Quent (de), l'AfD distille « des valeurs illibérales » auprès de la population d'ex-Allemagne de l'Est « qui n’a pas la même tradition d’autocritique qu’à l’Ouest », et vise « d’abord gagner à l’Est avant de mettre le cap sur l’Ouest ».
L'AFD réalise des scores élevés dans les régions de l'est de l'Allemagne. Les motivations principales de ce vote ne sont pas l'immigration ou la xénophobie mais le sentiment de déclassement social, la précarité de l'emploi et la raréfaction des services publics.

### Élections au Bundestag
| Année | Voix       | %    | Rang | Sièges    | Tête de liste                     |
| ----- | ---------- | ---- | ---- | --------- | --------------------------------- |
| 2013  | 2 056 985  | 4,7  | 6e   | 0 / 631   | Bernd Lucke                       |
| 2017  | 5 878 115  | 12,6 | 3e   | 94 / 709  | Alexander Gauland et Alice Weidel |
| 2021  | 4 803 902  | 10,3 | 5e   | 83 / 736  | Tino Chrupalla et Alice Weidel    |
| 2025  | 10 328 780 | 20,8 | 2e   | 152 / 630 | Alice Weidel                      |

### Élections européennes
| Année | Voix      | %    | Rang | Sièges  | Tête de liste   | Groupe                            |
| ----- | --------- | ---- | ---- | ------- | --------------- | --------------------------------- |
| 2014  | 2 065 162 | 7,0  | 5e   | 7 / 96  | Bernd Lucke     | CRE (2014-2016), ELDD (2016-2019) |
| 2019  | 4 103 453 | 11,0 | 4e   | 11 / 96 | Jörg Meuthen    | ID                                |
| 2024  | 6 324 008 | 15,9 | 2e   | 15 / 96 | Maximilian Krah | ENS                               |

### Élections régionales

Représentation de l'AfD dans les Länder :
dans l'opposition
extra-parlementaire

| Année | BW        | BY        | BE        | BB        | HB       | HH        | HE        | MV        | NI        | NW        | RP        | SL        | SN       | ST      | SH      | TH        |
| ----- | --------- | --------- | --------- | --------- | -------- | --------- | --------- | --------- | --------- | --------- | --------- | --------- | -------- | ------- | ------- | --------- |
| 2013  |           |           |           |           |          |           | 4,1 (0)   |           |           |           |           |           |          |         |         |           |
| 2014  | 12,2 (11) | 9,7 (14)  | 10,6 (11) |           |          |           | 4,1 (0)   |           |           |           |           |           |          |         |         |           |
| 2015  | 12,2 (11) | 9,7 (14)  | 10,6 (11) | 5,5 (4)   | 6,1 (8)  |           | 4,1 (0)   |           |           |           |           |           |          |         |         |           |
| 2016  | 12,2 (11) | 9,7 (14)  | 10,6 (11) | 5,5 (4)   | 6,1 (8)  | 15,1 (23) | 4,1 (0)   | 14,2 (25) | 20,8 (18) | 12,6 (14) | 24,3 (25) |           |          |         |         |           |
| 2017  | 12,2 (11) | 9,7 (14)  | 10,6 (11) | 5,5 (4)   | 6,1 (8)  | 15,1 (23) | 4,1 (0)   | 14,2 (25) | 20,8 (18) | 12,6 (14) | 24,3 (25) | 6,2 (9)   | 7,4 (16) | 6,2 (3) | 5,9 (5) |           |
| 2018  | 12,2 (11) | 9,7 (14)  | 10,6 (11) | 5,5 (4)   | 6,1 (8)  | 15,1 (23) | 10,2 (22) | 14,2 (25) | 20,8 (18) | 12,6 (14) | 24,3 (25) | 6,2 (9)   | 7,4 (16) | 6,2 (3) | 5,9 (5) | 13,1 (19) |
| 2019  | 23,5 (23) | 6,1 (5)   | 27,5 (38) | 23,4 (22) | 6,1 (8)  | 15,1 (23) | 10,2 (22) | 14,2 (25) | 20,8 (18) | 12,6 (14) | 24,3 (25) | 6,2 (9)   | 7,4 (16) | 6,2 (3) | 5,9 (5) | 13,1 (19) |
| 2020  | 23,5 (23) | 6,1 (5)   | 27,5 (38) | 23,4 (22) | 5,3 (7)  | 15,1 (23) | 10,2 (22) | 14,2 (25) | 20,8 (18) | 12,6 (14) | 24,3 (25) | 6,2 (9)   | 7,4 (16) | 6,2 (3) | 5,9 (5) | 13,1 (19) |
| 2021  | 23,5 (23) | 6,1 (5)   | 27,5 (38) | 23,4 (22) | 5,3 (7)  | 9,7 (17)  | 10,2 (22) | 8,0 (13)  | 16,7 (14) | 8,3 (9)   | 20,8 (23) | 6,2 (9)   | 7,4 (16) | 6,2 (3) | 5,9 (5) | 13,1 (19) |
| 2022  | 23,5 (23) | 6,1 (5)   | 27,5 (38) | 23,4 (22) | 5,3 (7)  | 9,7 (17)  | 10,2 (22) | 8,0 (13)  | 16,7 (14) | 8,3 (9)   | 20,8 (23) | 10,9 (18) | 5,4 (12) | 5,7 (3) | 4,4 (0) | 13,1 (19) |
| 2023  | 23,5 (23) | 14,6 (32) | 27,5 (38) | 23,4 (22) | 5,3 (7)  | 9,7 (17)  | 9,1 (17)  | abs (0)   | 16,7 (14) | 8,3 (9)   | 20,8 (23) | 10,9 (18) | 5,4 (12) | 5,7 (3) | 4,4 (0) | 18,4 (28) |
| 2024  | 29,2 (30) | 14,6 (32) | 30,6 (40) | 32,8 (32) | 5,3 (7)  | 9,7 (17)  | 9,1 (17)  | abs (0)   | 16,7 (14) | 8,3 (9)   | 20,8 (23) | 10,9 (18) | 5,4 (12) | 5,7 (3) | 4,4 (0) | 18,4 (28) |
| 2025  | 29,2 (30) | 14,6 (32) | 30,6 (40) | 32,8 (32) | 7,5 (10) | 9,7 (17)  | 9,1 (17)  | abs (0)   | 16,7 (14) | 8,3 (9)   | 20,8 (23) | 10,9 (18) | 5,4 (12) | 5,7 (3) | 4,4 (0) | 18,4 (28) |

#### Bade-Wurtemberg
| Année | %    | Sièges   | Position | Gouvernement |
| ----- | ---- | -------- | -------- | ------------ |
| 2016  | 15,1 | 23 / 143 | 3e       | Opposition   |
| 2021  | 9,7  | 17 / 154 | 5e       | Opposition   |

#### Basse-Saxe
| Année | %    | Sièges   | Position | Gouvernement |
| ----- | ---- | -------- | -------- | ------------ |
| 2017  | 6,2  | 9 / 137  | 6e       | Opposition   |
| 2022  | 10,9 | 18 / 146 | 5e       | Opposition   |

#### Bavière
| Année | %    | Sièges   | Position | Gouvernement |
| ----- | ---- | -------- | -------- | ------------ |
| 2018  | 10,2 | 22 / 205 | 4e       | Opposition   |
| 2023  | 14,6 | 32 / 203 | 3e       | Opposition   |

#### Berlin
| Année | %    | Sièges   | Position | Gouvernement |
| ----- | ---- | -------- | -------- | ------------ |
| 2016  | 14,2 | 25 / 160 | 5e       | Opposition   |
| 2021  | 8,0  | 13 / 147 | 5e       | Opposition   |
| 2023  | 9,1  | 17 / 159 | 5e       | Opposition   |

#### Brandebourg
| Année | %    | Sièges  | Position | Gouvernement |
| ----- | ---- | ------- | -------- | ------------ |
| 2014  | 12,2 | 11 / 88 | 4e       | Opposition   |
| 2019  | 23,5 | 23 / 88 | 2e       | Opposition   |
| 2024  | 29,2 | 30 / 88 | 2e       | Opposition   |

#### Brême
| Année | %            | Sièges       | Position     | Gouvernement |
| ----- | ------------ | ------------ | ------------ | ------------ |
| 2015  | 5,5          | 4 / 83       | 6e           | Opposition   |
| 2019  | 6,1          | 5 / 84       | 5e           | Opposition   |
| 2023  | Non-candidat | Non-candidat | Non-candidat | Non-candidat |

#### Hambourg
| Année | %   | Sièges   | Position | Gouvernement |
| ----- | --- | -------- | -------- | ------------ |
| 2015  | 6,1 | 8 / 121  | 5e       | Opposition   |
| 2020  | 5,3 | 7 / 121  | 5e       | Opposition   |
| 2025  | 7,5 | 10 / 121 | 5e       | Opposition   |

#### Hesse
| Année | %    | Sièges   | Position | Gouvernement        |
| ----- | ---- | -------- | -------- | ------------------- |
| 2013  | 4,1  | 0 / 110  | 6e       | Extra-parlementaire |
| 2018  | 13,1 | 19 / 137 | 4e       | Opposition          |
| 2023  | 18,4 | 28 / 133 | 2e       | Opposition          |

#### Mecklembourg-Poméranie-Occidentale
| Année | %    | Sièges  | Position | Gouvernement |
| ----- | ---- | ------- | -------- | ------------ |
| 2016  | 20,8 | 18 / 71 | 2e       | Opposition   |
| 2021  | 16,7 | 14 / 79 | 2e       | Opposition   |

#### Rhénanie-du-Nord-Westphalie
| Année | %   | Sièges   | Position | Gouvernement |
| ----- | --- | -------- | -------- | ------------ |
| 2017  | 7,4 | 16 / 199 | 4e       | Opposition   |
| 2022  | 5,4 | 12 / 195 | 5e       | Opposition   |

#### Rhénanie-Palatinat
| Année | %    | Sièges   | Position | Gouvernement |
| ----- | ---- | -------- | -------- | ------------ |
| 2016  | 12,6 | 14 / 101 | 3e       | Opposition   |
| 2021  | 8,3  | 9 / 101  | 4e       | Opposition   |

#### Sarre
| Année | %   | Sièges | Position | Gouvernement |
| ----- | --- | ------ | -------- | ------------ |
| 2017  | 6,2 | 3 / 51 | 4e       | Opposition   |
| 2022  | 5,7 | 3 / 51 | 3e       | Opposition   |

#### Saxe
| Année | %    | Sièges   | Position | Gouvernement |
| ----- | ---- | -------- | -------- | ------------ |
| 2014  | 9,7  | 14 / 126 | 4e       | Opposition   |
| 2019  | 27,5 | 38 / 119 | 2e       | Opposition   |
| 2024  | 30,6 | 40 / 120 | 2e       | Opposition   |

#### Saxe-Anhalt
| Année | %    | Sièges  | Position | Gouvernement |
| ----- | ---- | ------- | -------- | ------------ |
| 2016  | 24,3 | 25 / 87 | 2e       | Opposition   |
| 2021  | 20,8 | 23 / 97 | 2e       | Opposition   |

#### Schleswig-Holstein
| Année | %   | Sièges | Position | Gouvernement        |
| ----- | --- | ------ | -------- | ------------------- |
| 2017  | 5,9 | 5 / 73 | 5e       | Opposition          |
| 2022  | 4,4 | 0 / 69 | 6e       | Extra-parlementaire |

#### Thuringe
| Année | %    | Sièges  | Position | Gouvernement |
| ----- | ---- | ------- | -------- | ------------ |
| 2014  | 10,6 | 11 / 91 | 4e       | Opposition   |
| 2019  | 23,4 | 22 / 90 | 2e       | Opposition   |
| 2024  | 32,8 | 32 / 88 | 1er      | Opposition   |

## Structure
La loi imposant les grandes lignes dans la structure des partis, l'AfD est organisé de manière classique avec une direction nationale et des branches au niveau des Länder puis des échelons inférieurs.

### Exécutif fédéral
| Président d'honneur   | Alexander Gauland                                                                              |
| Porte-parole          | Alice Weidel et Tino Chrupalla                                                                 |
| Porte-parole adjoints | Peter Boehringer, Stephan Brandner et Kay Gottschalk                                           |
| Trésorier             | Klaus Fohrmann                                                                                 |
| Trésorier adjoint     | Carsten Hütter                                                                                 |
| Secrétaire            | Joachim Kuhs                                                                                   |
| Assesseurs            | Sylvia Limmer, Andreas Kalbitz, Jochen Haug, Stephan Protschka, Alexander Wolf et Joachim Paul |

#### Porte-parole
- Konrad Adam, Bernd Lucke et Frauke Petry (6 février 2013 – 4 juillet 2015)
- Frauke Petry et Jörg Meuthen (4 juillet 2015 – 30 septembre 2017)
- Jörg Meuthen (30 septembre – 2 décembre 2017)
- Jörg Meuthen et Alexander Gauland (2 décembre 2017 – 30 novembre 2019)
- Jörg Meuthen et Tino Chrupalla (depuis le 30 novembre 2019)

### Vidéographie
- [vidéo][ARTE] « Sur la piste de l'argent ; Entre fraudes fiscales titanesques et financement occulte du principal parti d'extrême droite allemand, l'AfD, une enquête explosive aux côtés des journalistes de la cellule d'investigation Correctiv ; Documentaire (Allemagne, 2021, 1 h 30 min) », Britt Beyer ; Susanne Binninger, 12 novembre 2021 (consulté le 16 novembre 2021)